# Gornje Retje
Gornje Retje so gručasto naselje v Občini Velike Lašče. Ležijo južno od Velikih Lašč ob glavni cesti Škofljica–Kočevje. V Gornjih Retjah je največja kmetija v Občini Velike Lašče, ki se imenuje Pri Korenovih. Pri Korenovih se je rodil najslavnejši prebivalec Gornjih Retij – slavist Janez Debeljak ali Korenov Janez.